# Llista de peixos d'Arizona

Localització d'Arizona als Estats Units

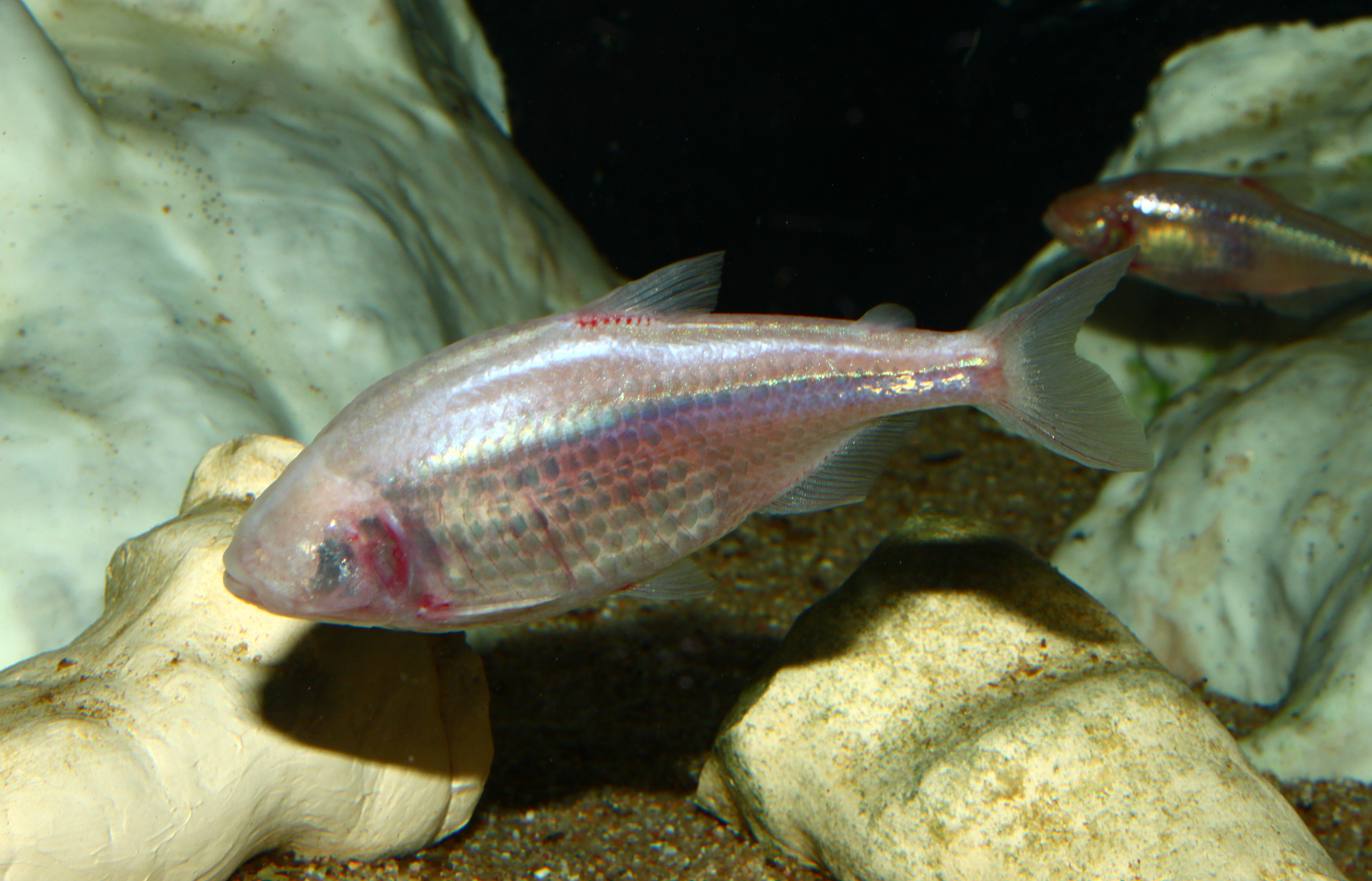
Tetra mexicà (Astyanax mexicanus)

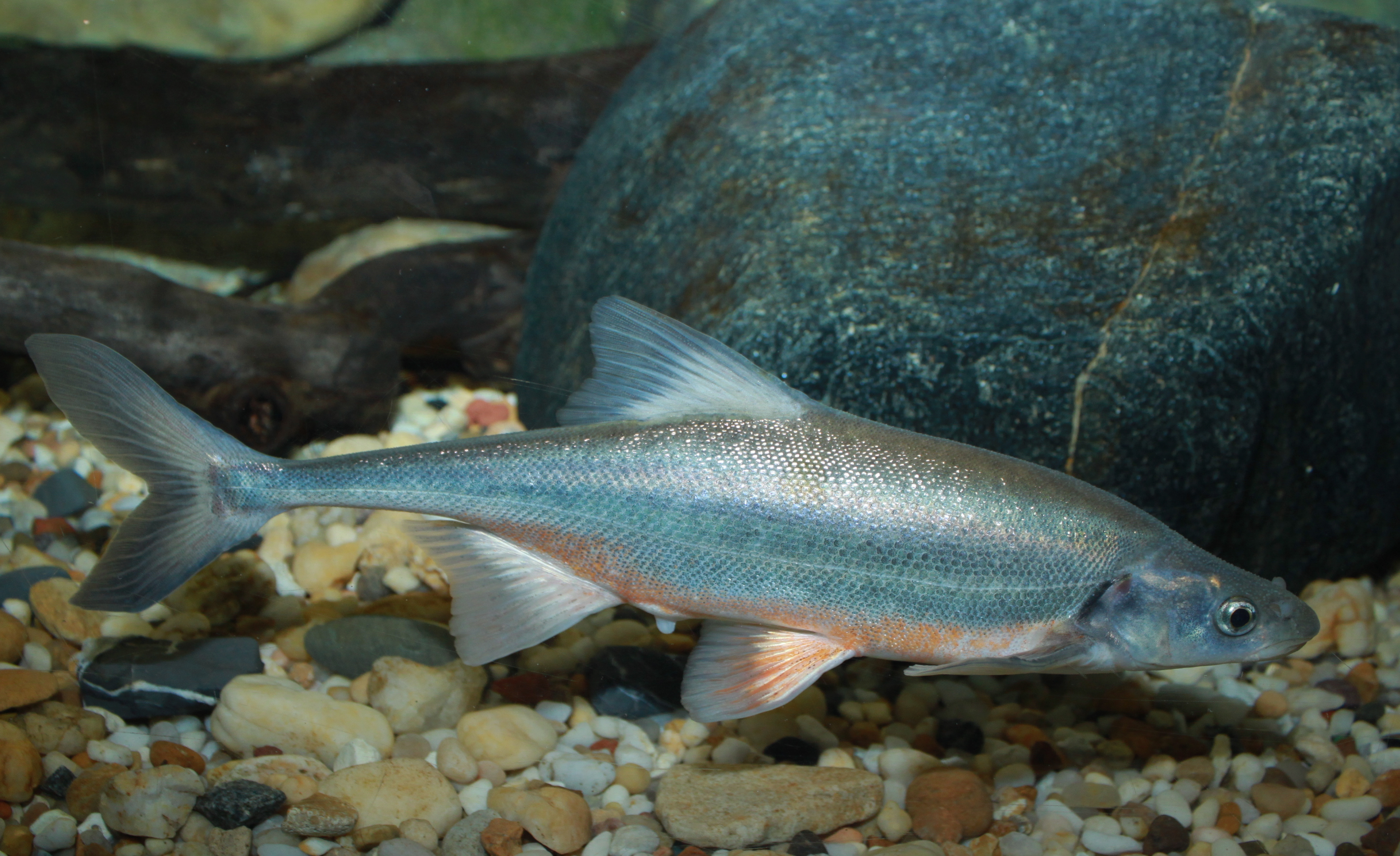
Gila elegans

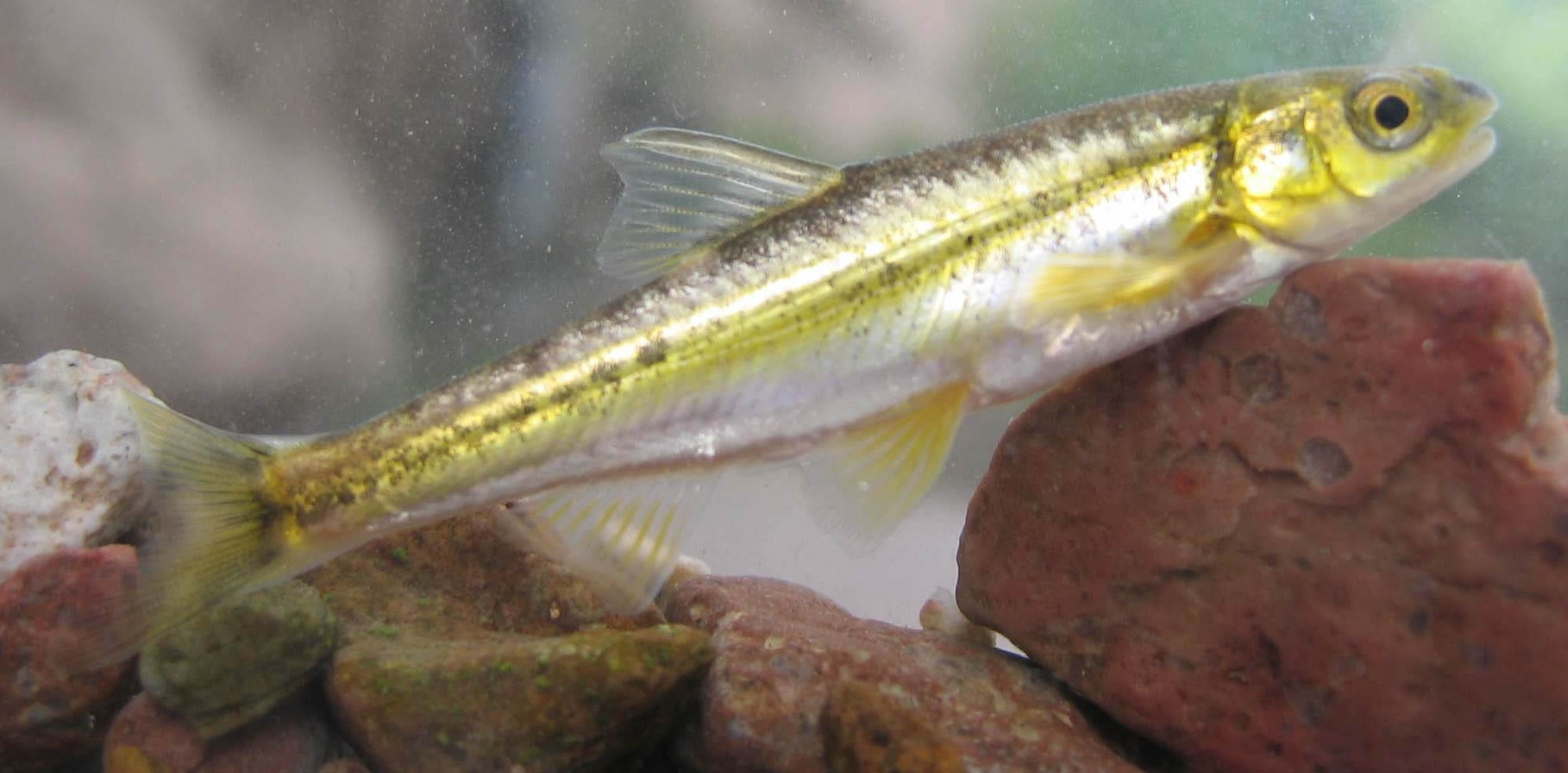
Meda fulgida

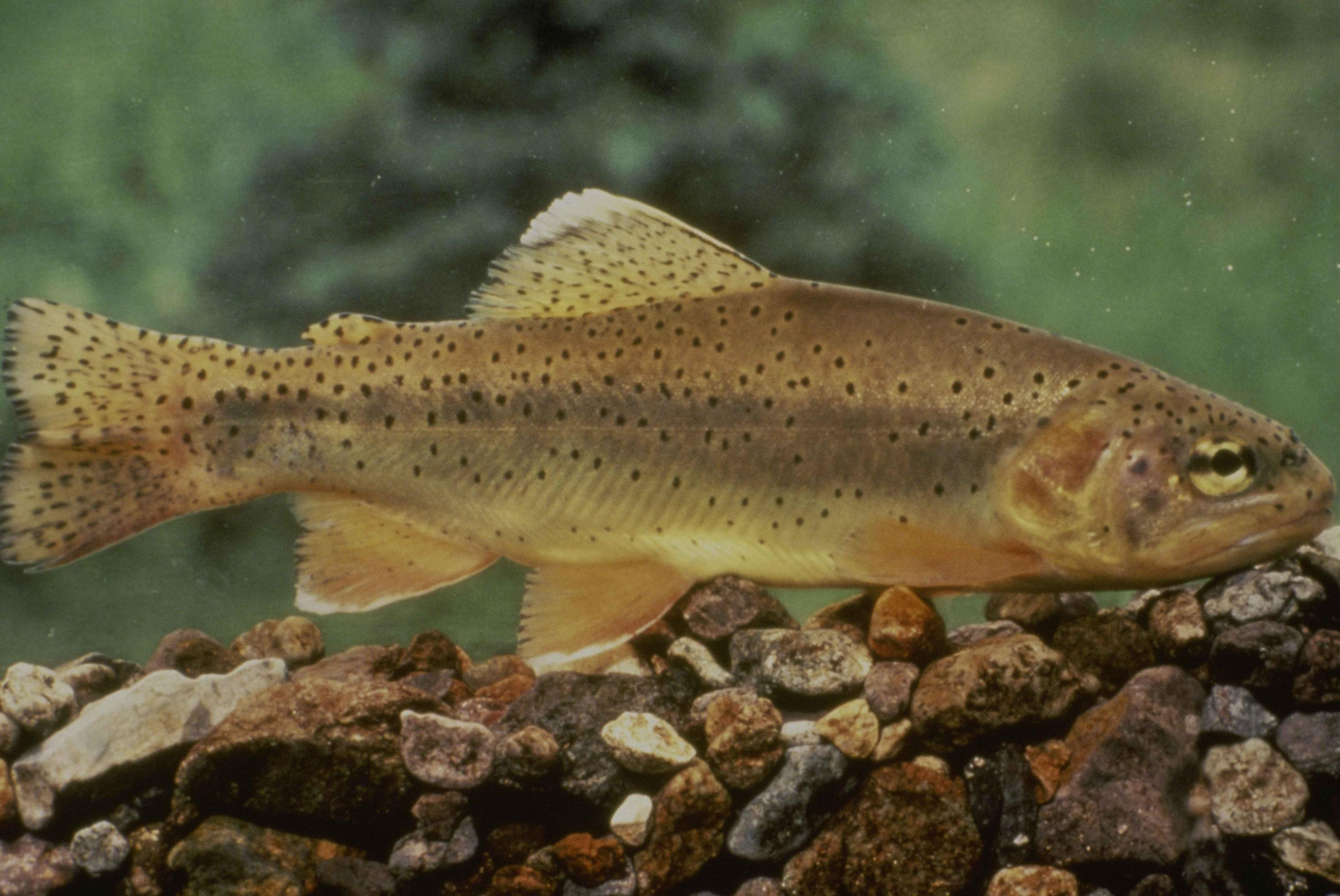
Oncorhynchus gilae

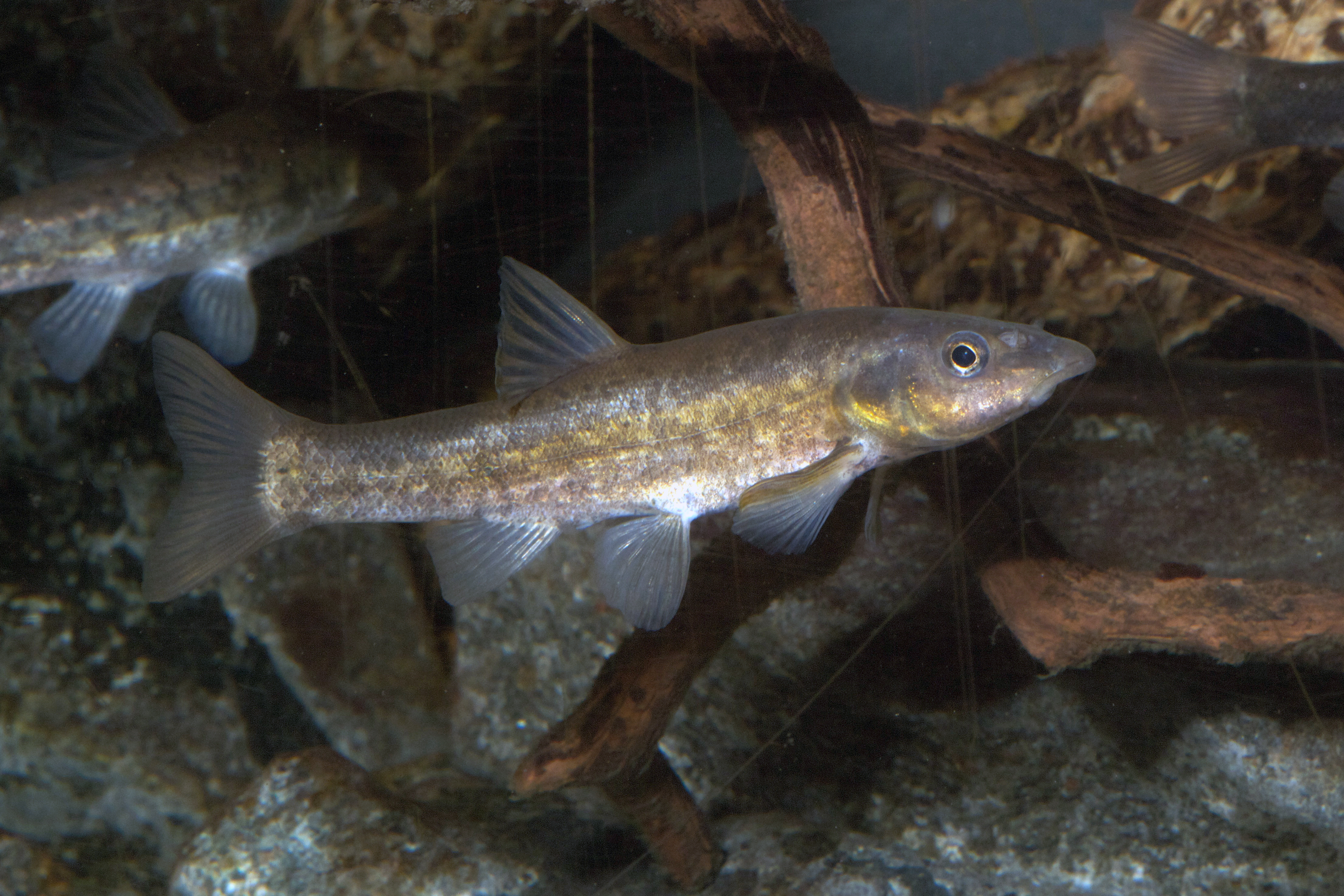
Rhinichthys osculus

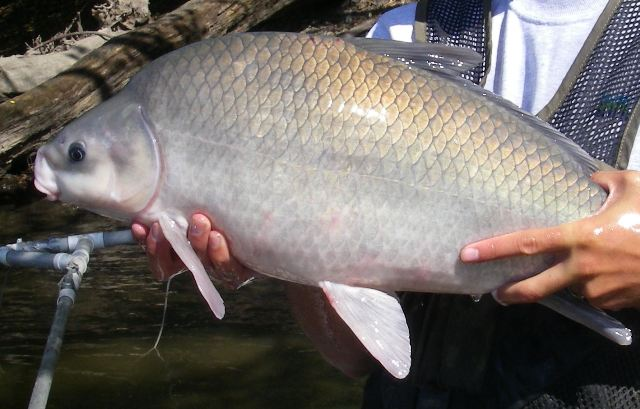
Ictiobus bubalus

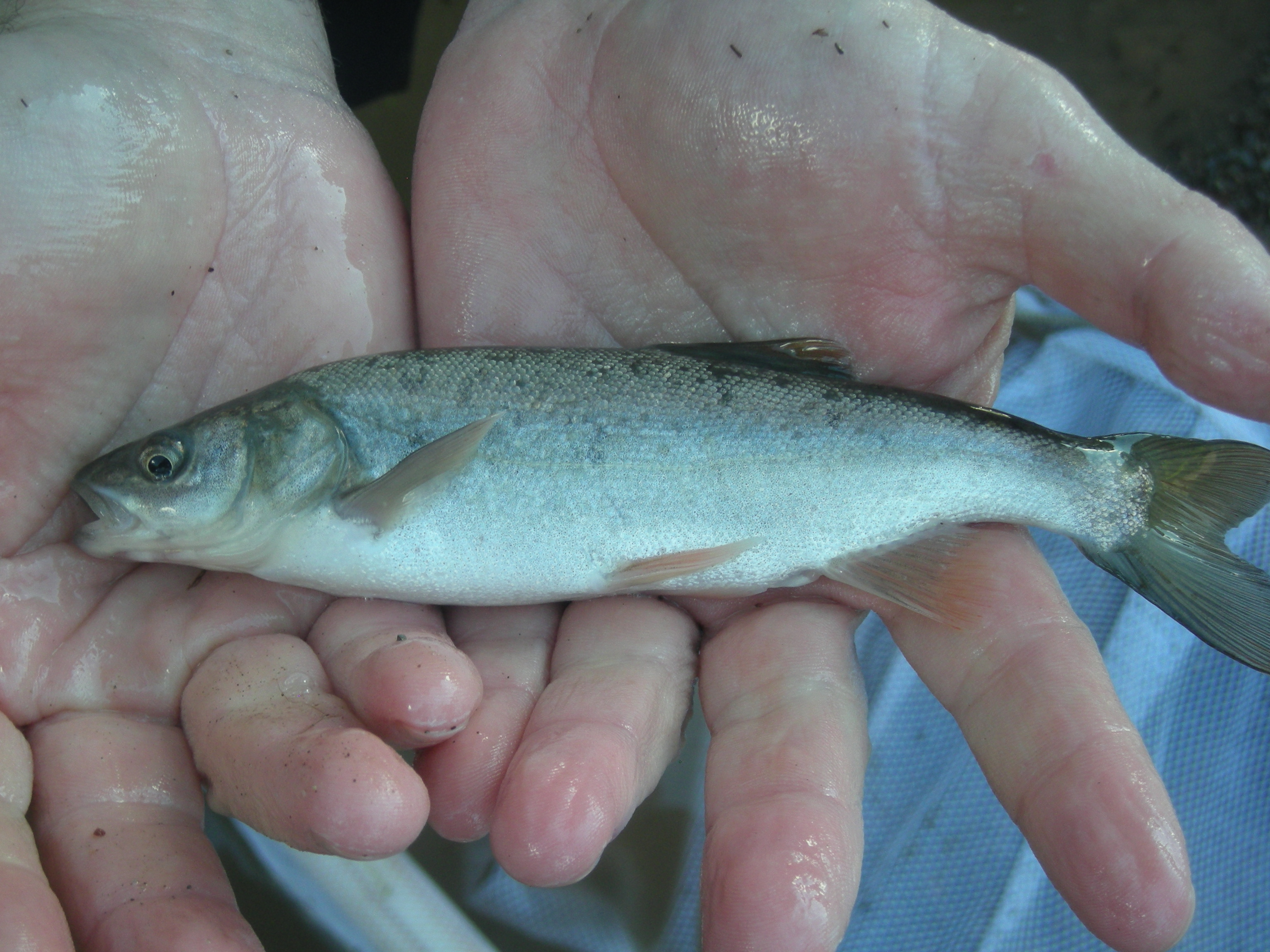
Gila robusta

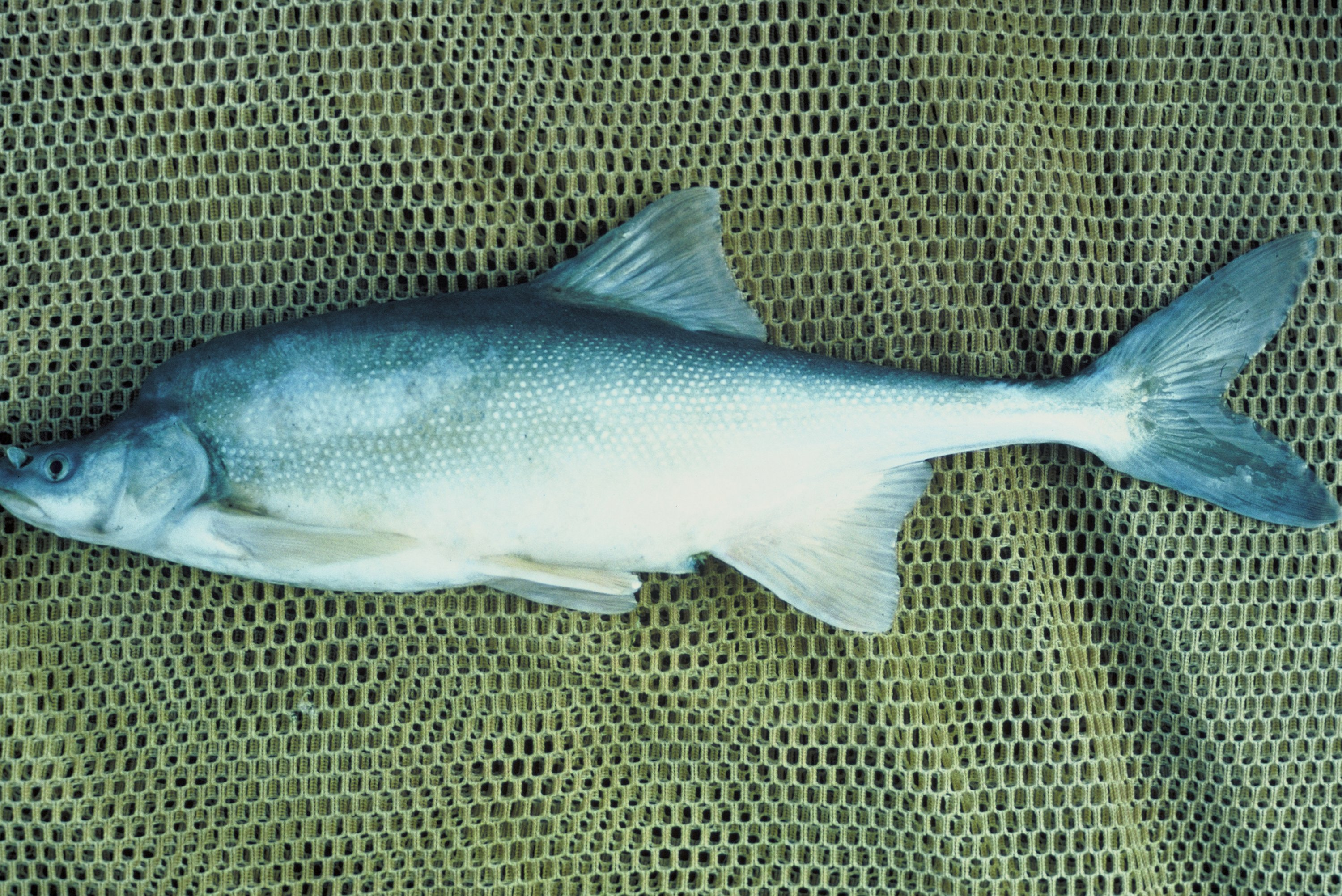
Bagra geperuda (Gila cypha)

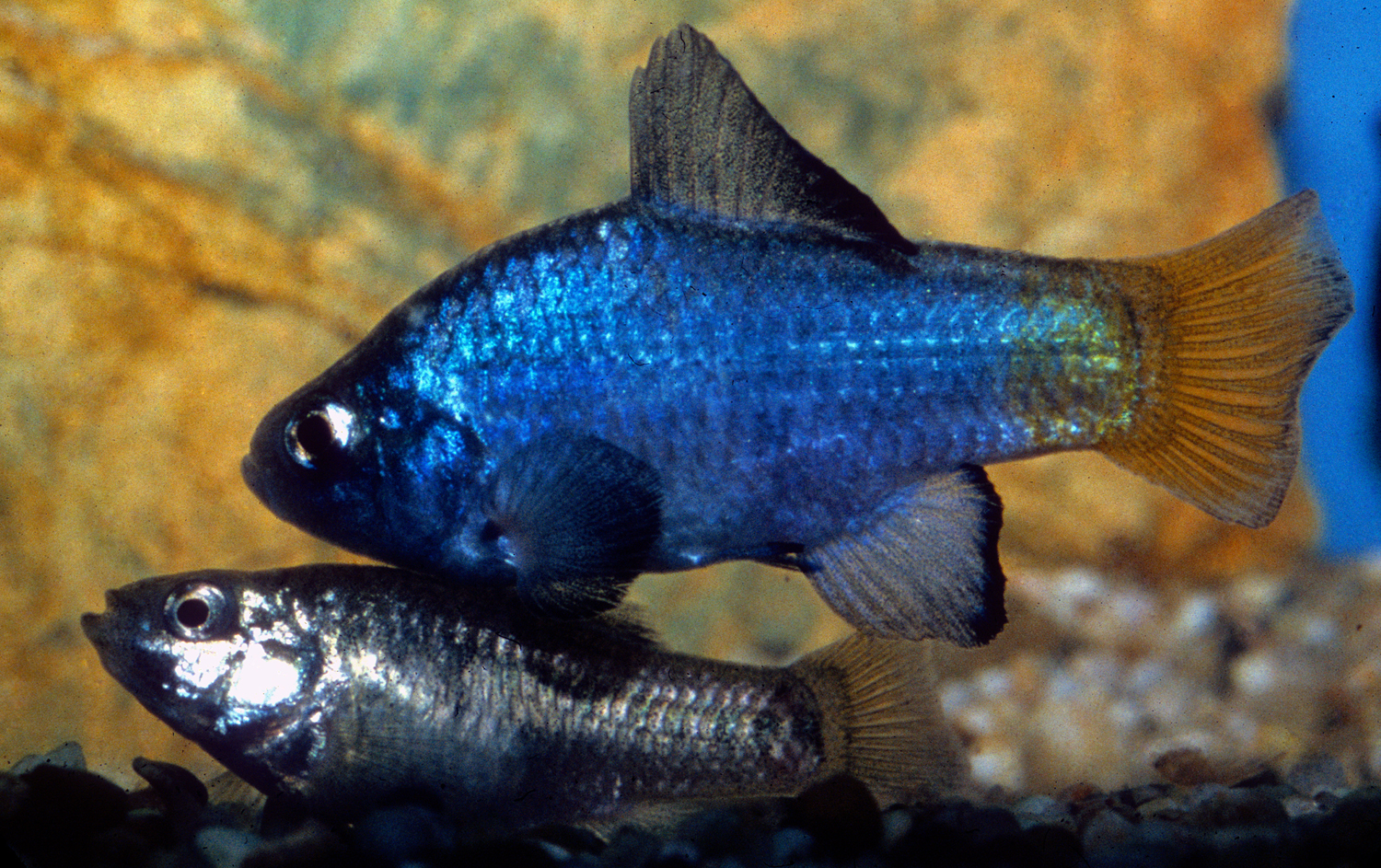
Cyprinodon macularius

Aquesta llista de peixos d'Arizona inclou 42 espècies de peixos que es poden trobar actualment a Arizona (Estats Units) ordenades per l'ordre alfabètic de llurs noms científics.

## A
- Agosia chrysogaster
- Astyanax mexicanus

## C
- Campostoma ornatum
- Catostomus clarkii
- Catostomus discobolus
- Catostomus insignis
- Catostomus latipinnis
- Catostomus plebeius
- Cyprinella formosa
- Cyprinodon arcuatus[1]
- Cyprinodon macularius[2][3]

## F
- Fundulus kansae

## G
- Gila cypha[4]
- Gila ditaenia[5]
- Gila elegans
- Gila intermedia
- Gila nigra
- Gila purpurea
- Gila robusta
- Gila seminuda

## I
- Ichthyomyzon gagei
- Ictalurus pricei
- Ictiobus bubalus
- Ictiobus cyprinellus

## L
- Lepidomeda mollispinis
- Lepidomeda vittata
- Lythrurus snelsoni

## M
- Meda fulgida

## O
- Oncorhynchus apache[6]
- Oncorhynchus gilae
- Oreochromis aureus
- Oreochromis mossambicus

## P
- Pimephales promelas
- Plagopterus argentissimus
- Poecilia latipinna
- Poecilia reticulata
- Poeciliopsis occidentalis
- Ptychocheilus lucius

## R
- Rhinichthys cobitis
- Rhinichthys osculus

## T
- Tiaroga cobitis[7]
- Tilapia zillii[8]